# 新芝浦站
新芝浦站（日语：／ Shin-Shibaura eki */?）是一個位於神奈川縣橫濱市鶴見區末廣町二丁目，屬於東日本旅客鐵道（JR東日本）、日本貨物鐵道（JR貨物）鶴見線（海芝浦支線）的鐵路車站。車站編號是JI 51。

## 車站結構
對向式月台2面2線的地面車站，西側月台供上行列車發着（淺野方向），東側月台是下行列車（海芝浦方向）發着。2個月台各設有屋頂，站舍位於西側月台的海芝浦方。
JR的特定都區市內制度下屬於「橫濱市內」車站。
往海芝浦站方向設有通往東芝公司廠區內的貨運專用線，但並沒有定期班次貨物列車行駛，僅在運送變壓器等特大貨物時使用。

### 月台配置
| 月台   | 路線   | 方向 | 目的地         |
| ------ | ------ | ---- | -------------- |
| 站舍側 | 鶴見線 | 上行 | 淺野、鶴見方向 |
| 對側   | 鶴見線 | 下行 | 往海芝浦       |

（來源：JR東日本:車站構內圖 （页面存档备份，存于））

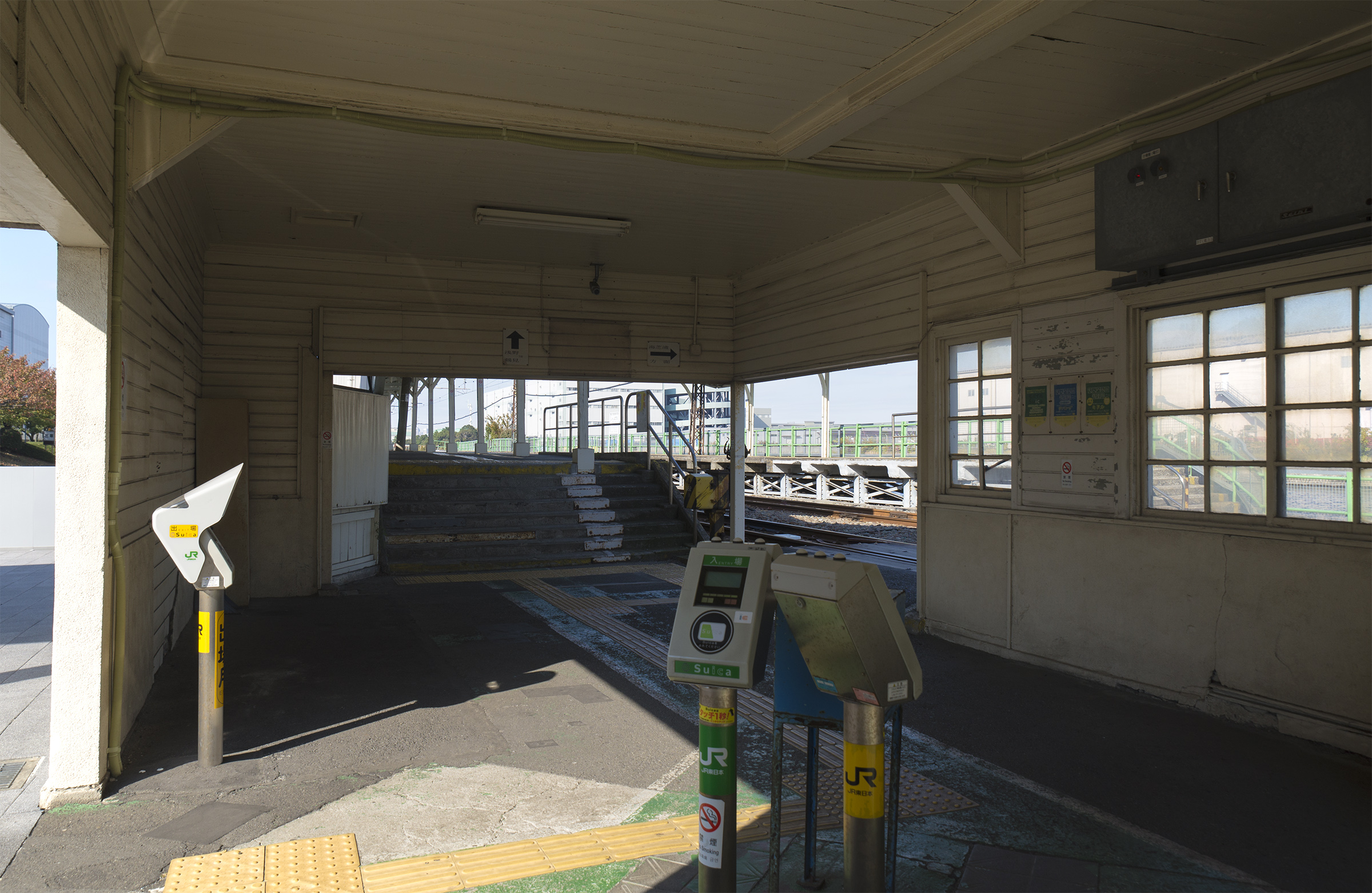
閘口（2014年11月）
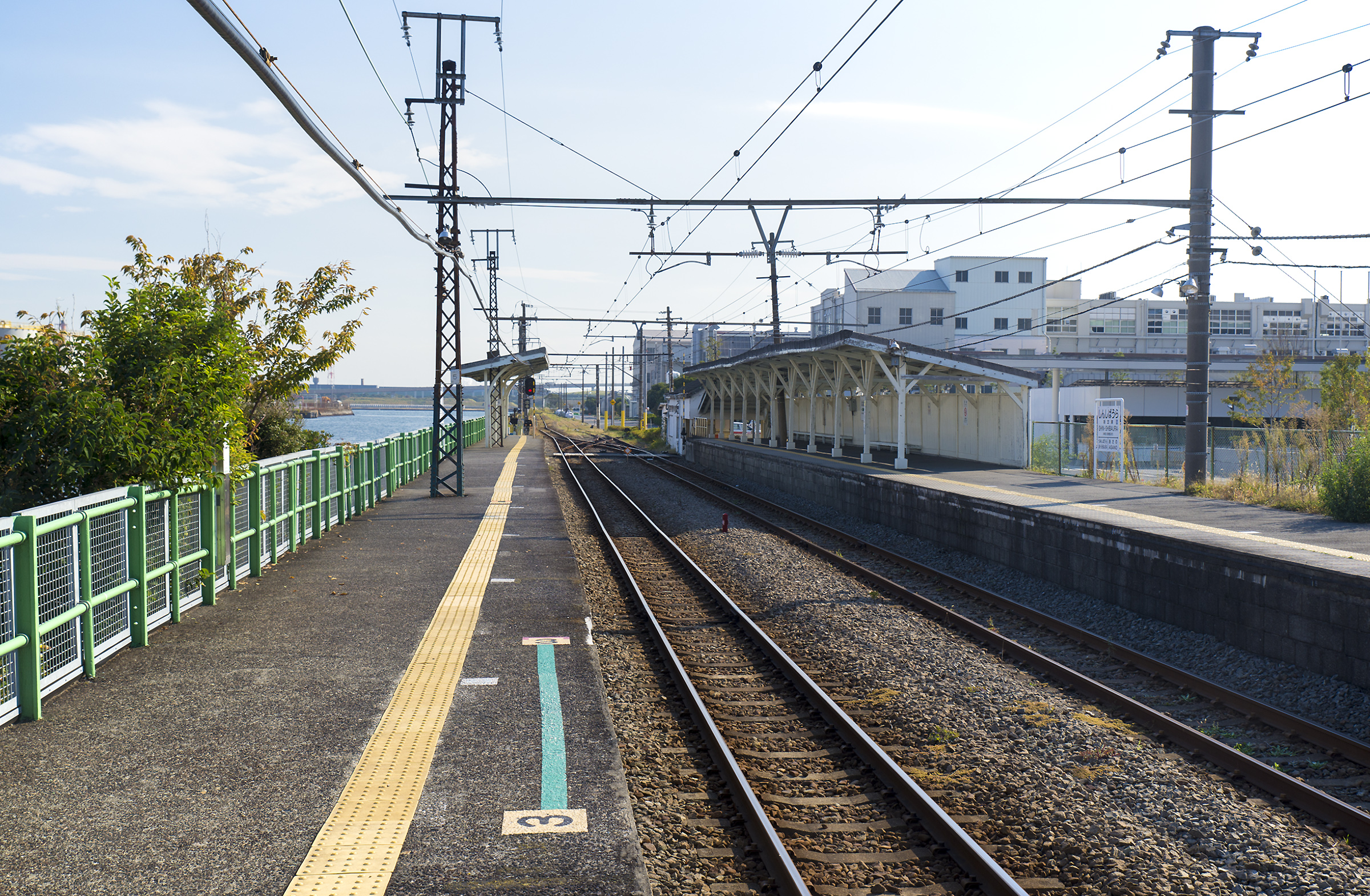
月台（2014年11月）

## 車站週邊
車站位於鶴見區的填海造陸地，週邊為工業區。站房出入口旁為東芝公司京濱事業所的門口，但車站出入口有一般道路，乘客仍可藉由此道路進出車站。
站外有川崎鶴見臨港巴士的巴士站，但僅週一至週五早上與傍晚各一班公車往來川崎車站。

## 使用情況

### JR東日本
2008年度的1日平均上車人次為362人。因為是無人站，2009年度以後不再發表上車人次。
近年的1日平均上車人次推移如下表。
| 年度               | 1日平均 上車人次 |
| ------------------ | ---------------- |
| 1991年（平成03年） | 248              |
| 1992年（平成04年） | 259              |
| 1993年（平成05年） | 269              |
| 1994年（平成06年） | 268              |
| 1995年（平成07年） | 255              |
| 1996年（平成08年） | 262              |
| 1997年（平成09年） | 293              |
| 1998年（平成10年） | 268              |
| 1999年（平成11年） | 263              |
| 2000年（平成12年） | 232              |
| 2001年（平成13年） | 233              |
| 2002年（平成14年） | 233              |
| 2003年（平成15年） | 234              |
| 2004年（平成16年） | 234              |
| 2005年（平成17年） | 240              |
| 2006年（平成18年） | 255              |
| 2007年（平成19年） | 316              |
| 2008年（平成20年） | 362              |

### JR貨物
近年的各年發着噸位如下表。
| 年度   | 發送噸位 | 到着噸位 | 來源  |
| ------ | -------- | -------- | ----- |
| 1998年 |          |          |       |
| 1999年 |          |          |       |
| 2000年 |          |          |       |
| 2001年 |          |          |       |
| 2002年 | 2,400    |          | [ 3 ] |
| 2003年 | 900      | 400      | [ 4 ] |
| 2004年 |          | 400      | [ 5 ] |
| 2005年 | 800      |          | [ 6 ] |
| 2006年 |          |          |       |
| 2007年 |          | 400      | [ 7 ] |
| 2008年 |          | 3,200    | [ 8 ] |
| 2009年 |          |          |       |

## 相鄰車站
東日本旅客鐵道（JR東日本）
 鶴見線（海芝浦支線）
淺野（JI 05）－新芝浦（JI 51）－海芝浦（JI 52）

## 外部連結
- 車站資訊（新芝浦）：東日本旅客鐵道